# Albert de Mun
Conde Adrien Albert Marie de Mun (28 de febrero de 1841 - 6 de octubre de 1914) fue un político, militante cristiano, y reformador francés.
Es considerado uno de los pensadores que dieron origen al corporativismo y precursor de la Rerum Novarum.

## Primeros años y política
Nació en Lumigny, en el departamento de Sena y Marne. Se alistó en el ejército francés, participó en la campaña de Argelia (1862) y en la batalla de Metz en 1870. Tras la rendición de Metz, fue enviado como prisionero de guerra a Aquisgrán y luego volvió a tiempo para asistir a la captura de París por la Comuna de París.
Fue un fervoroso católico y se entregó a luchar por una especie de socialismo cristiano. Fue el más eminente y elocuente miembro de los Círculos Católicos de Obreros, y sus ataques a la Tercera República francesa al final le provocaron una prohibición de la lista de ministros de defensa franceses. Dejó el ejército en 1875 y en febrero del año siguiente se presentó como candidato católico por Pontivy.
La influencia de la Iglesia fue importante para asegurar su elección y, durante el período electoral, fue premiado con la Orden de san Gregorio Magno por el Papa Pío IX. Ganó las elecciones siguientes por el mismo lugar, pero el resultado fue declarado inválido. De Mun fue reelegido, por cuanto, en agosto siguiente, y por varios años fue el más conspicuo líder del partido antirrepublicano.

## Últimos años
En 1878 se declaró opuesto al sufragio universal, cosa que le costó el puesto desde 1879 a 1881. Habló duramente contra la expulsión de los príncipes de Francia (después de Felipe, Conde de París por sospechas de que estuviera preparándose para solicitar el trono), y fue sobre todo por su influencia que el soporte al partido realista fue dado a Georges Boulanger.
Sin embargo, como un fiel católico, obedeció a la encíclica de 1892, Rerum novarum, y declaró estar dispuesto a apoyar a un gobierno republicano, siempre y cuando  respetara la religión. En enero siguiente recibió de León XIII una carta agradeciéndole su actividad y animándolo a realizar reformas sociales.
Fue derrotado en las elecciones generales de ese año, pero en 1894 fue elegido en Finisterre (Morlaix). En 1897 sucedió a Jules Simon como miembro de la Academia Francesa dada la calidad y elocuencia de sus discursos. En Ma vocation sociale (1908) escribió una explicación y justificación de su carrera política.